# Бэй Дао
Бэй Дао, собственное имя Чжао Чжэнькай (кит. 北島, 趙振開; род. 2 августа 1949, Пекин) — китайский поэт. Его псевдоним означает Северный остров.

## Биография
В ранней юности принадлежал к хунвэйбинам. В дальнейшем пересмотрел свои взгляды. Участвовал в демонстрации 1976 года на площади Тяньаньмэнь. Вместе с поэтом Ман Кэ выпускал литературный журнал «Цзиньтянь» («Сегодня»), после 1980 запрещённый властями (с 1990 его издание было возобновлено в Стокгольме). Во время событий на той же площади в 1989 находился на литературной конференции в Берлине. Решил не возвращаться на родину (жена и дочь присоединились к нему лишь через шесть лет).
Жил в Великобритании, ФРГ, Норвегии, Швеции, Дании, Нидерландах, Франции, США. Преподавал в американских университетах, в Китайском университете Гонконга.
С 2006 г. живёт в Китае.

## Творчество
По оценке официальной китайской критики, представитель группы так называемых «туманных поэтов» (До До, Ян Лянь, Ман Кэ и др.). Помимо стихов, публикует новеллы и эссе. Ему принадлежит роман «Приливы и отливы».

## Признание
Стихи, новеллы и эссе Бэй Дао переведены на 25 языков. Среди его наград — премия Барбары Голдсмит за свободу печати, присуждаемая американским ПЕН-центром (1990), премия Курта Тухольского (Швеция, 1990), премия Жанетты Шокен (Бремен, 2005) и др. Он — почётный член Американской академии искусства и литературы (1996). Неоднократно выдвигался на Нобелевскую премию.